# 第4次防衛力整備計画
第4次防衛力整備計画（だいよじぼうえいりょくせいびけいかく、英語: Fourth Defense Build-up Plan）は、日本国自衛隊の軍備計画。略称は「四次防」または「4次防」。
本計画の策定作業が行なわれていた時期は、沖縄返還や日米安全保障条約の固定期間が切れるなどの影響があり、自由民主党内で「自主国防」論が目立ち始めた。この中の筆頭論者であった中曽根康弘が1970年（昭和45年）1月、防衛庁長官に就任した。本計画は当初、中曽根の意向を強く反映したものとなる予定だった。

## 中曽根4次防
防衛庁長官に就任した中曽根は、前年夏ごろに事務局原案が完成していた防衛白書に修正を指示、「国防の基本方針」の改定など防衛政策の転換に意欲を示した。
中曽根の自主防衛論は日米安保の廃止を考えてはおらず、NATO的な防衛体制の構築を狙ったものであった。
1970年（昭和45年）9月訪米した中曽根長官は総額160億ドルの次期計画を検討中と演説で言明した。帰国後の10月には次期計画概要を発表した。1971年（昭和46年）4月に第4次防衛力整備計画概要が発表され、ここで最大総額5兆8,000億円の金額が注目された。これが完成すれば当時世界第12位であった防衛費が一挙に第6位程度まで飛躍することが確実な大計画であった。
大規模な本計画案は全日空機雫石衝突事故による自衛隊不信やドルショックによる経済不況にみまわれていた国民からの批判を免れず、1971年（昭和46年）12月に原案修正は不可避と判断した江﨑鐵磨長官は防衛関係閣僚協議で翌1972年3月まで決定を先送りすることとした。
こうして4次防の正式決定は年を越した。この状況下において中曽根原案で取り上げられていた主要装備が正式決定を待たずに予算に組み込まれる事となる。これに野党は反発し国会審議が停止した。政府は中曽根原案を白紙撤回し再度原案作成に取り掛かる。結局、初案の提示から1年半が経過して国防会議と閣議で4次防は成立を見る。
この1971年（昭和46年）は防衛庁長官が中曽根康弘、増原恵吉、西村直巳、江崎真澄と立て続けに4人も交代する異常事態であった。二重のニクソン・ショック（経済と対中政策の衝撃）の問題や全日空機雫石衝突事故による増原惠吉防衛庁長官と上田泰弘航空幕僚長の引責辞任、後任の西村直己は自衛隊の海外派遣を認める発言や中華人民共和国の国際連合加入を問題視する発言や「国連は田舎の信用金庫」発言などが続き結局辞任する事態に至る。さらに1973年（昭和48年）には増原内奏問題で増原は再び防衛庁長官を辞任する。

## 方針
1971年（昭和46年）度から1976年（昭和51年）度までの5年間を対象に、通常兵器による局地戦以下の侵略に最も有効に対処することを目的とした。本計画は、以下の方針を目標に立案された。
一般方針は前回と概ね変わらず
1. 陸・海・空自衛隊の内容の充実
2. 精強な部隊建設、自衛隊員の士気高揚
3. 技術開発の推進、装備の近代化と適切な国産化
4. 周辺海域の防衛能力の整備
5. 重要地域の防空能力の向上
6. 各種機動力の向上

の整備を目標とし、さらに前回の第3次防衛力整備計画は「買い物計画」との批判 を踏まえ新たに
情勢判断
防衛の構想
が計画に追加された。この情勢の判断および防衛の構想では、「核の脅威に対しては米国の核抑止力に依存する」、「間接侵略と小規模直接侵略に対しては、独力で、それ以上は米国の協力を得て排除する」と日米両国の役割分担が明記された。

## 概要
本計画は1972年（昭和47年）2月8日の国防会議で第四次防衛力整備計画の大綱が第3次佐藤内閣改造内閣の閣議で決定。同年10月9日に計画の主要項目が第1次田中角榮内閣の閣議で決定された。
当初発表された原案の経費総額は5兆2,000億円（ベースアップ分による人件費増加分を含めれば最大5兆8000億円）を見込んだ。
その後、諸々の騒動の末に修正案の経費総額は4兆6,000億円に縮小された。
しかし、実際の当初予算総額は5年間で合計5兆6,684億円。一般会計予算の構成比では5年間の平均値6.46％。対GNP比は5年間の平均値0.856％ となる。
なお、ドルショックや第4次中東戦争にともなうOPECによる原油価格引き上げを原因とするインフレーションと不況により、1976年（昭和51年）度予算では積み残し問題がでる事となる。

### 整備目標
陸上自衛隊
- 定員180,000人、予備自衛官39,000人体制の確立
- ホーク部隊4個隊の整備
- 戦車280輌（うち74式戦車160輌）、装甲車170輌（うち73式装甲車は136輌）、自走砲90輌、ヘリコプター154機などを取得し、引き続き近代化・機動力向上に努める
- 沖縄返還にともない1個混成団の整備

海上自衛隊
- 5,200トン型ヘリコプター搭載護衛艦2隻の整備
- 対空ミサイル搭載護衛艦1隻の整備
- 対艦ミサイル搭載護衛艦1隻ふくむ護衛艦13隻の整備
- 1,850トン型潜水艦2隻、2,200トン型潜水艦1隻の整備
- 作戦用航空機92機の整備

航空自衛隊
- F-4EJ戦闘機46機の整備
- RF-4E偵察機14機の整備
- 練習機59機の整備
- FST-2改支援戦闘機68機の整備
- C-1輸送機の整備
- ナイキ-Jミサイル部隊2個群の整備と1個群の編成準備

### 組織改編
陸上自衛隊
- 第1混成団・第7高射特科群・第8高射特科群の新編

海上自衛隊
- 2個航空隊の新編
- 1個潜水隊の新編
- 地方隊の2桁隊1個の廃止

航空自衛隊
- 南西航空混成団・第5高射群の新編
- 1個支援戦闘機飛行隊の統廃合